# Scoiattoli e corvi
Scoiattoli e corvi (Autumn) è un corto animato della serie Sinfonie allegre, prodotto da Walt Disney e diretto da Ub Iwerks.

## Trama
È autunno e gli animali si preparano per l'inverno. Degli scoiattoli fanno scorta di noci, ghiande e pannocchie mentre dei corvi le rubano a loro insaputa, nascondendole dentro uno spaventapasseri. I castori costruiscono una diga, mentre le anatre iniziano a migrare.

## Colonna sonora
Nel corto sono presenti estratti di: Valse Arabesque di Théodore Lack (1911) e Murmuring Brook di Eduard Poldini.

## Distribuzione
Uscito negli Stati Uniti il 16 febbraio 1930, venne distribuito in Italia nel gennaio 1931 dalla Columbia Pictures.